# Kružno
Kružno – wieś (obec) na Słowacji położona w kraju bańskobystrzyckim, w powiecie Rymawska Sobota. Pierwsze wzmianki o miejscowości pochodzą z roku 1922. 
Według danych z dnia 31 grudnia 2012, wieś zamieszkiwały 363 osoby, w tym 174 kobiety i 189 mężczyzn.
W 2001 roku rozkład populacji względem narodowości i przynależności etnicznej wyglądał następująco:
- Słowacy – 98,55%
- Czesi – 0,58%
- Węgrzy – 0,87%

Ze względu na wyznawaną religię struktura mieszkańców kształtowała się w 2001 roku następująco:
- Katolicy rzymscy – 82,27%
- Ewangelicy – 5,52%
- Ateiści – 10,17%
- Nie podano – 2,03%